# اربینوفورانوسیلسیتوزین تری‌فسفات
اربینوفورانوسیلسیتوزین تری‌فسفات (به انگلیسی: Arabinofuranosylcytosine triphosphate) با فرمول شیمیایی C۹H۱۶N۳O۱۴P۳ یک ترکیب شیمیایی با شناسه پاب‌کم ۲۵۷۷۴ است. که جرم مولی آن ۴۸۳٫۱۵۶۳۲۳ g/mol می‌باشد. 